# Römersgrün
Römersgrün ist ein zum Ortsteil Gospersgrün gehöriger Ort in der Großgemeinde Fraureuth im sächsischen Landkreis Zwickau.

## Geografie

### Lage
Römersgrün liegt im südlichen Gemeindegebiet von Fraureuth an der Grenze zum Vogtlandkreis. Durch den Ort fließt der Römersgrüner Bach, der über den Neumarker Bach in die Pleiße entwässert. Der Ort liegt am Übergang der Naturräume Vogtland (Mittelvogtländisches Kuppenland) und Erzgebirgsbecken (Oberes Pleißeland). Während die südliche Ortsflur von Römersgrün mit Wohngebäuden bebaut ist, wird der nördliche Teil gewerblich genutzt. Östlich von Römersgrün und südlich von Gospersgrün liegt im Tal des Neumarker Bachs die zu Römersgrün gehörige Siedlung Raumfeld. Im Westen wird Römersgrün von der Bahnstrecke Leipzig–Hof begrenzt, an der der Ort aber keinen Halt besitzt.

### Nachbarorte
|            | Ruppertsgrün                                |             |
| Beiersdorf | Kompassrose, die auf Nachbargemeinden zeigt | Gospersgrün |
|            | Unterneumark                                |             |

## Geschichte
Im Gegensatz zum benachbarten Gospersgrün sind die Siedlungen Römersgrün und Raumfeld bedeutend jünger. Während Gospersgrün bereits im 11./12. Jahrhundert als Waldhufendorf erwähnt wurde, entstanden Römersgrün und Raumfeld erst gegen Ende des 18. Jahrhunderts. Der Name Römersgrün fand eine erstmalige Erwähnung im Jahr 1780. Er leitet sich von der Familie Römer ab, welche die Grundherrschaft über die beiden Siedlungen Römersgrün und Raumfeld bis ins 19. Jahrhundert vom Rittergut Neumark her ausübten.
Römersgrün gehörte bis 1856 zum kursächsischen bzw. königlich-sächsischen Amt Zwickau im Erzgebirgischen Kreis. 1856 wurde Römersgrün aufgrund seiner bisherigen Zugehörigkeit zum Rittergut Neumark im Gegensatz zu den Nachbarorten Gospersgrün und Beiersdorf nicht dem Gerichtsamt Werdau, sondern dem Gerichtsamt Reichenbach und somit 1875 der Amtshauptmannschaft Plauen angegliedert. Im Jahr 1920 wurde Römersgrün der Amtshauptmannschaft Werdau zugeordnet. Durch die Auflösung des Verwaltungsbezirks kam der Ort im Jahr 1933 an die Amtshauptmannschaft Zwickau, die ab 1939 Landkreis Zwickau genannt wurde.
Römersgrün wurde am 1. Oktober 1937 nach Gospersgrün eingemeindet. Durch die zweite Kreisreform in der DDR kam Römersgrün als Ortsteil der Gemeinde Gospersgrün im Jahr 1952 zum Kreis Werdau im Bezirk Chemnitz (1953 in Bezirk Karl-Marx-Stadt umbenannt), der ab 1990 als sächsischer Landkreis Werdau fortgeführt wurde und 1994 im Landkreis Zwickauer Land aufging. Durch Eingemeindungen kam Römersgrün als Gemeindeteil von Gospersgrün am 1. Januar 1994 zur Gemeinde Ruppertsgrün, welche wiederum am 1. Januar 1998 zur Großgemeinde Fraureuth kam. Seit der Kreisreform im Freistaat Sachsen im Jahr 2008 gehört Römersgrün als Teil der Gemeinde Fraureuth zum Landkreis Zwickau.